# Починок (Арефинское сельское поселение)
В Рыбинском районе есть ещё семь деревень с названием Починок. А в Арефинском поселении есть деревни Починок-Болотово, Починок-Слепущий и была ранее деревня Починок-Лобанов.
Починок — деревня Арефинского сельского поселения Рыбинского района Ярославской области.
Деревня расположена к югу от центра сельского поселения села Арефино. Она стоит на правом берегу ручья Кисимов, левом притоке ручья Пелевин, на расстоянии около 3 км к югу от реки Ухра, в которую впадает Пелевин. Ниже Починка по течению на расстоянии 1 км, на противоположном берегу стоит деревня Кисимово. К востоку от Починка на левом берегу Пелевина стоит деревня Пелевино. Ручей Кисимов впадает в Пелевин в центре деревни Ананьино. От Ананьино на юго-запад вдоль ручья Пелевин идёт, проходящая между Починком и Пелевиным дорога, ведущая к деревне Локтево, стоящей в верховьях ручья Пелевин. Эта дорога служит для связи с удалённой группой деревень, на юге сельского поселения: Поздняково, Локтево, Ушаково, Долгий Луг, Ивановское, Поповское .
Деревня обозначена на плане Генерального межевания Рыбинского уезда 1792 года как Село починок Кузнецов Амилютино тожъ.
На 1 января 2007 года в деревне Починок числилось 5 постоянных жителей . Почтовое отделение, расположенное в деревне Ананьино обслуживает в деревне Починок 3 домов .